# Drôlerie

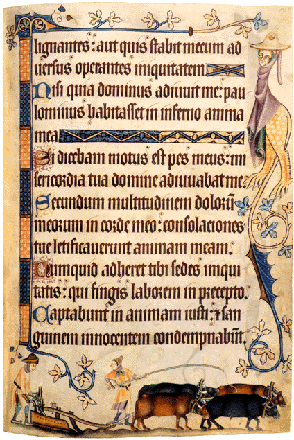
Psautier, XIVe siècle

Une drôlerie ou grotesque désigne un type d'enluminures décoratives en marge des manuscrits représentant une scène de fantaisie plus ou moins comique, sans rapport avec le texte. Elles sont très fréquentes depuis le milieu du XIIIe siècle et jusqu'au XVe siècle, bien qu'on les trouve également dans des manuscrits antérieurs et plus tardifs.

## Historique
La marge à drôleries apparaît dans la première moitié du XIIIe siècle et se codifie vers 1250 à Paris. Elle se diversifie en Angleterre ainsi que dans le nord de la France et dans les Flandres, avant de se diffuser dans le sud, en Allemagne et en Italie vers 1300.
Les feuillages se multiplient au milieu du XIVe siècle et remplacent les drôleries, qui réapparaîtront toutefois sporadiquement jusqu'à la Renaissance.

## Thèmes et motifs

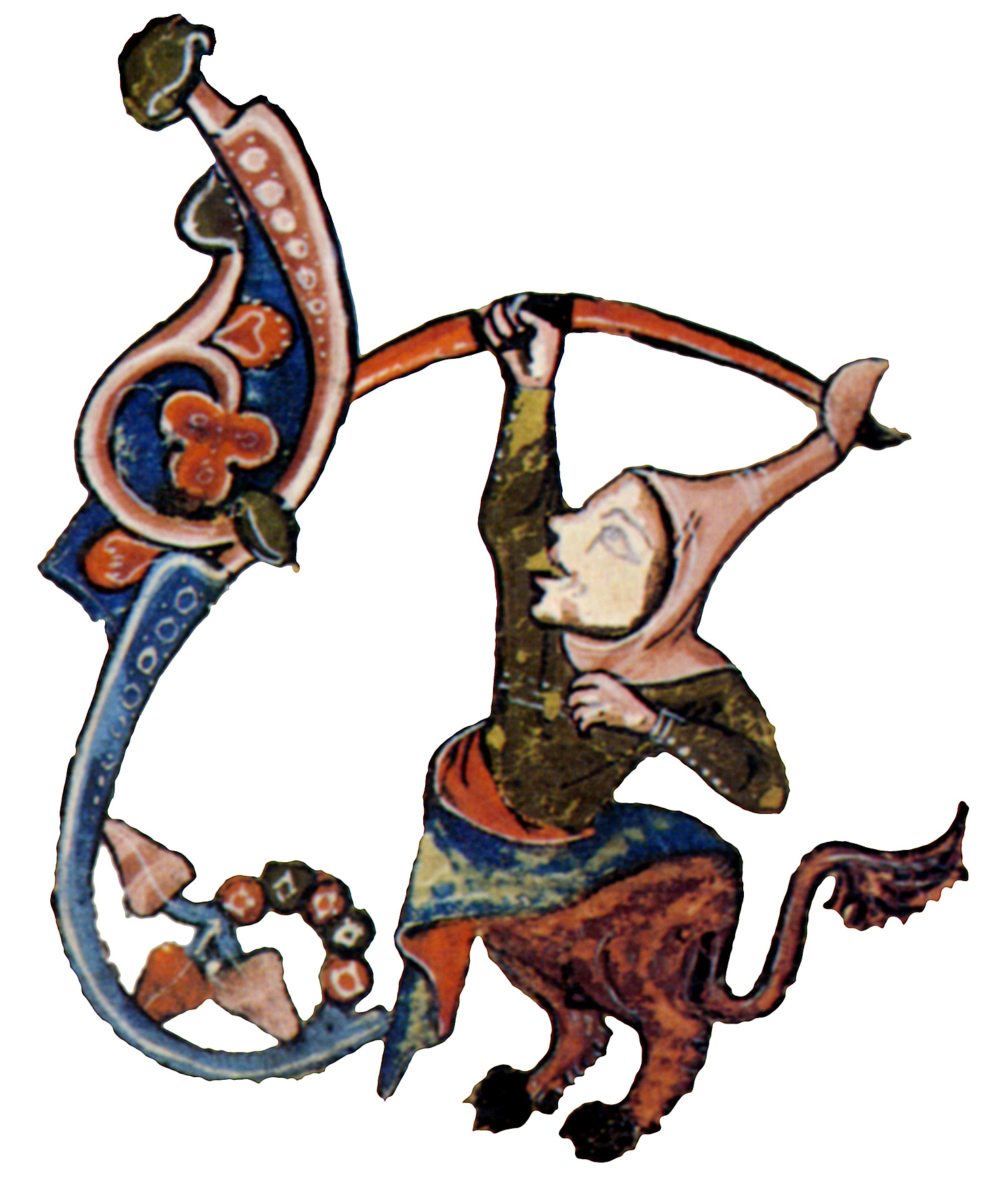
Une drôlerie médiévale représentant un hybride (bouffon centaure) en marge d’un manuscrit de 1575.

Le thème le plus répandu dans les marges des manuscrits est celui de la chasse, marqueur fort de l'appartenance à l'aristocratie au Moyen Âge. Toutes les formes de chasse sont représentées : chasse à courre et fauconnerie, mais aussi chasse à la licorne ou chasse inversée : un hybride lièvre-lapin poursuit un chasseur ou un chien ou le combat de chevaliers contre des escargots. Certains jeux, tels que les marionnettes, les déguisements, les tournois ou les jeux de société occupent également les marges.
Les marges peuvent contenir des scènes très violentes ou scabreuses : décapitation, baiser anal. Les musiciens, danseurs et jongleurs, humains ou animaux, apparaissent fréquemment, probablement en raison du goût du commanditaire. Les drôleries reprennent les thèmes de l'amour courtois, parfois de manière parodique.
Enfin les marges, bien qu'elles encadrent souvent des textes religieux, en particulier des psaumes, ne craignent pas de ridiculiser le milieu des prêtres et des moines : parodie de rites religieux et notamment de l'eucharistie par des animaux ou des êtres hybrides, combat de clercs entre eux ou contre des femmes, le contenu pouvant être véritablement blasphématoire.
Spécifiquement, les images qui apparaissent sont parfois des créatures mixtes, mi-hommes mi-bêtes, deux, ou mixtes avec des végétaux : coqs avec têtes humaines, chiens transportant des masques humains, archers hors de la bouche d'un poisson, dragons avec la tête d'un éléphant à l'arrière, singe jouant de l'orgue. Parfois en lien avec le texte de la page et les grandes miniatures, elles font généralement partie d'un régime plus large des marges décorées, bien que certaines soient effectivement ajoutées ultérieurement.

## Exemples
- Un manuscrit, Les Heures de Croy, en a tellement qu'il est resté connu comme « Le livre des Drolleries ».
- Un autre manuscrit qui contient de nombreux « drolleries » est le Psautier de Luttrell qui comporte des créatures hybrides et autres monstres sur beaucoup des pages.
- Le psautier-livre d'Heures à l'usage de Metz réalisé dans les années 1300 apparaît  comme un  « monument »  de l'enluminure médiévale, par sa richesse en enluminures de marge animalière notamment.

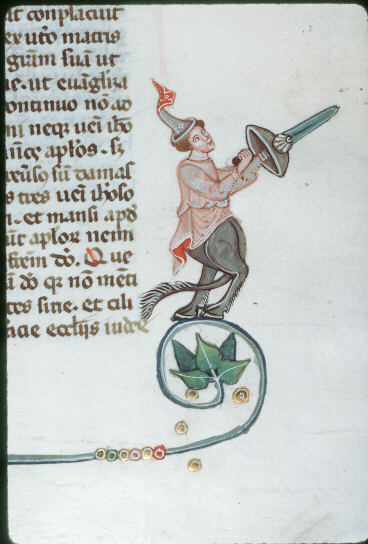
Bible espagnole
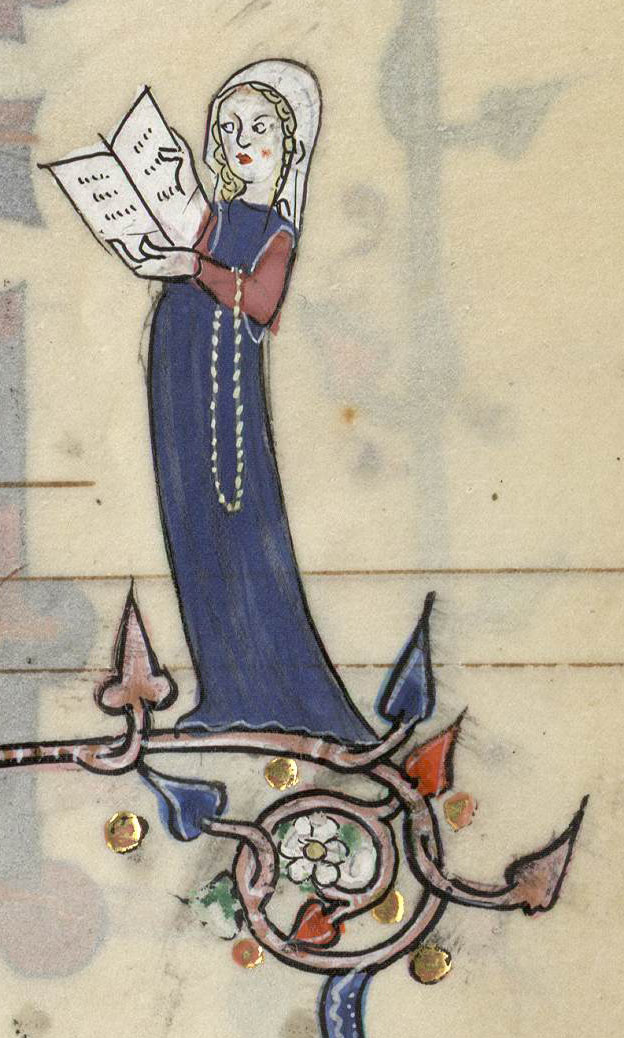
Le livre dans le livre (psautier de Metz)
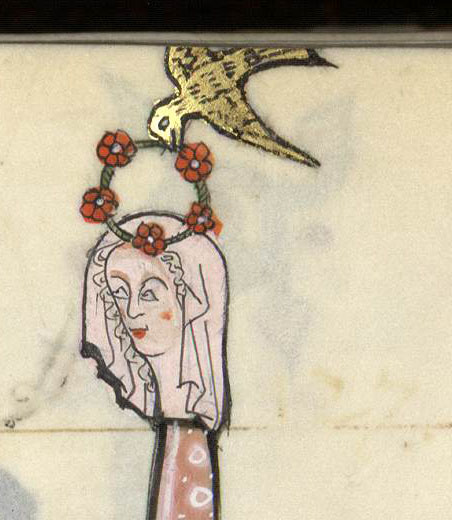
Psautier de Metz (détail)
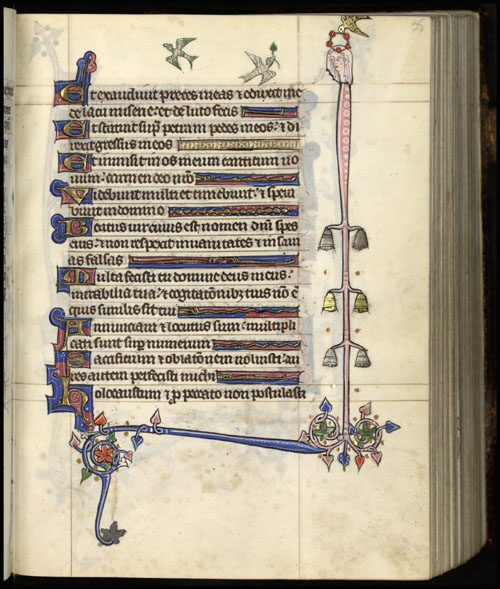
Marginalia du psautier de Metz